# Marc-Claude de Buttet
Pour les articles homonymes, voir Buttet.
Pour les autres membres de la famille, voir Famille de Buttet.
Marc-Claude de Buttet, est un poète et gentilhomme savoisien (XVIe siècle), né en 1530 à Chambéry et mort en 1586 à Genève, membre du courant humaniste, en relation avec la Pléiade. Sa place, dans la littérature française du XVIe siècle et dans celle spécifiquement savoyarde, est d'une importance non négligeable. Il est l'« honneur de la Savoie ».

## Biographie
Marc Claude de Buttet, né en 1530 à Chambéry, était seigneur de la rente féodale de Grésy en Genevois (aujourd'hui Grésy-sur-Aix). Il est issu d'une ancienne famille de la noblesse savoisienne originaire d'Ugine. Depuis la fin du XIVe siècle, les membres de cette famille se sont distingués, non seulement comme secrétaires des comtes et ducs de Savoie à Chambéry, mais aussi, ultérieurement, auprès des comtes et ducs  de Savoie-Nemours, à Annecy.
Son père, Claude de Buttet, ancien maître-auditeur à la cour des Comptes de Genevois à Annecy, fut ensuite syndic de Chambéry. Son grand-père paternel, Mermet de Buttet, héritier de la seigneurie d'Entremont au Bourget-du-Lac, était secrétaire du duc Louis Ier de Savoie. Sa mère, Jeanne-Françoise de La Mar, était originaire de Genève. Son grand-père maternel, Jean-François de La Mar, était syndic de Genève.
Marc-Claude de Buttet est mort en 1586 à Genève, sans alliance ni postérité, entouré de ses neveux.

### La Savoie est occupée par les troupes du roi FrançoisIeren 1536
En 1536, deux événements vont profondément influencer le sort de Marc-Claude de Buttet :
- Genève combat victorieusement le duc de Savoie et impose le protestantisme ; le poète sera, toute sa vie, partagé entre ses parents savoisiens catholiques et sa famille genevoise protestante[4].
- Alliées de Genève, les troupes du roi François Ier envahissent la Savoie, qui restera annexée à la France pendant près d'un quart de siècle, au détriment de Turin et du duc Charles III de Savoie, exilé à Nice et à Verceil. Les fils de gentilshommes savoisiens iront désormais suivre leurs études à Paris ; ce sera la chance de Marc-Claude de Buttet.

### Étudiant à Paris
En 1544, à l'âge de 14 ans, il part étudier à Paris, probablement au collège de Bayeux, où enseigne Jacques Peletier du Mans. Dans une épître adressée à la Princesse Marguerite de France, le 9 juillet 1559, à l'occasion de son mariage avec le duc Emmanuel-Philibert de Savoie, il confirme : « J'ai été dès mon enfance nourri à Paris à l'étude et à la connaissance des Lettres... ». Et il ajoute : « Et puisque le ciel a rendu tant heureuse la Savoye que de vous avoir entre toutes, par l'excellence de vos vertus...mon devoir m'a commandé de témoigner par quelque mien labeur qui vous soit agréable ».
Il est noté comme un élève doué en lettres, en philosophie, en géométrie et en mathématiques.

### La Brigade de Jean Dorat. La Cour du Louvre
En 1546, il va étudier au Collège de Coqueret et au Collège des lecteurs royaux. Sous la direction du limousin Jean Dorat, il est initié à la versification française, grecque et latine. À ces leçons vont s'ajouter tous les ingrédients de la mythologie dont les festons viendront enrichir, sinon encombrer, les œuvres de nos poètes. Enfin, pour couronner cette solide formation, le maître Jean Dorat se complait à expérimenter l'adaptation de la méthode métrique latine à la versification française. Le résultat en a été controversé et Marc-Claude de Buttet, en bon élève appliqué, s'y est brûlé les ailes dans une partie de ses œuvres.
À partir de 1547, il fréquente le cercle littéraire de la Brigade sous la férule de Jean Dorat, Pierre de Ronsard, Joachim du Bellay, fondateurs de la future Pléiade. Il est distingué à la cour du Louvre par le cardinal Odet de Châtillon, frère de l'amiral Gaspard II de Coligny, qui le fait entrer dans le cercle de la princesse Marguerite de France (1523-1574), duchesse de Berry, fille de François Ier. C'est là qu'il rencontre Béatrice Pacheco de Silva, épouse d'un grand seigneur savoyard, le comte Sébastien de Montbel d'Entremont. Elle est la première dame d'honneur de la reine Éléonore de Habsbourg, sœur de Charles Quint et deuxième épouse du roi François Ier. Béatrice Pacheco sera la première égérie de notre poète et incarnera sa muse Amalthée. Mais, cette rencontre est éphémère. Le roi Henri II succède à son père, François Ier, mort le 31 mars 1547. Devenue veuve, la reine Eléonore, accompagnée de sa première dame d'honneur, part en exil à la cour de Bruxelles.
En 1549, Marc Claude de Buttet va heureusement suivre les préceptes de l'Art Poétique que vient de publier Joachim du Bellay : Défense et illustration de la langue française. Il se lie d'amitié avec Ronsard. Toute leur vie, ils échangeront des épigrammes louangeurs. Voici un des louanges adressé à Marc-Claude:
« Docte Buttet, qui as montré la voye

Aux tiens de suivre Apollon et son chœur

Qui le premier t'espoinçonnant le cœur,

Te fist chanter sur les mons de Savoye...  »
Ronsard, 2e Livre des Amours
Marc-Claude de Buttet fait éditer sa première élégie Le Trépas de la Reine de Navarre. Cette œuvre de facture s'ajoute à celles de tous ses collègues de la Pléiade.

### Premier retour au pays natal: Apologie de la Savoie
En 1554, il revient en Savoie  et il renoue ses relations avec ses amis savoyards restés au Pays, et notamment avec Emmanuel-Philibert de Pingon et Louis Milliet. Chambéry est toujours soumis à l'occupation française, sous le régime d'un Parlement français. Celui-ci publie un nouveau règlement, préfacé par Barthélémy Aneau, dans lequel les Savoyards sont traités de sauvages et de barbares. Dans toute la fougue de ses vingt-quatre ans, Marc-Claude de Buttet, faisant preuve d'un patriotisme audacieux, va publier à Lyon une vigoureuse réponse en prose, chez Angelin Benoist, intitulé Apologie de Marc-Claude de Buttet pour la Savoie contre les injures et calomnies de Barthélémy Aneau. Les critiques considèrent que l'allure rapide de ce libelle et la verve continue de l'écrivain en rendent la lecture attrayante.
Conséquence probable de cette publication, il est poursuivi devant le Tribunal de Chambéry pour port d'arme prohibé. Il est défendu par son ami avocat, Louis Milliet qui parvient à le faire libérer de prison après plus d'un mois de captivité.

### À la cour royale du Louvre
Rentré à Paris en 1556, il déclame les vers qu'il consacre à sa muse Amalthée, à la cour du Louvre, en présence de la Princesse Marguerite de France, duchesse de Berry, sœur du roi Henri II, protectrice bienveillante de la Pléiade. Certains de ses poèmes — à l'instar de ceux de Ronsard et de du Bellay — sont mis en musique par le compositeur Antoine de Bertrand. Les jeunes filles de la Cour, imitées en cela par les demoiselles d'Avignon, chantent ses odes au son du luth et du hautbois.

### L'Amalthée
En 1557, il fait connaissance de Jacqueline de Montbel d'Entremont qui vient de quitter la cour de Bruxelles pour faire son entrée à la cour du Louvre, à l'âge de 16 ans, comme demoiselle d'honneur de la Princesse Marguerite. Elle est la fille unique de Béatrice Pacheco, sa première égérie, et la plus riche héritière du duché de Savoie. Elle prendra le relais de sa mère pour inspirer l'auteur de L'Amalthée.
Tout à l'inspiration de sa muse, le gentilhomme savoisien semble définitivement intégré à la France. Il est destiné à vieillir doucement, entouré de charmantes demoiselles d'honneur, entre le palais du Louvre, le château de Fontainebleau et les châteaux de la Loire, au gré des déplacements royaux.

### La bataille de Saint-Quentin et le traité du Cateau-Cambrésis
Pourtant un événement exceptionnel vient bousculer cette belle ordonnance et curieusement, c'est son pays, le duché de Savoie, qui est directement impliqué dans cette conjoncture.
Le duc Emmanuel-Philibert de Savoie, fils de feu le duc Charles III, a pris la tête des armées impériales de son oncle, Charles Quint et de son cousin germain, le roi Philippe II d'Espagne, en qualité de Lieutenant Général. Il bat en 1557 les troupes françaises du roi Henri II à la bataille de Saint-Quentin  et bénéficie le 3 avril 1559 du traité du Cateau-Cambrésis. Ce brillant chef de guerre obtient la main de la princesse Marguerite de France et recouvre la souveraineté de son duché de Savoie, dont son malheureux père avait été évincé lors de l'invasion des armées du roi François Ier, que les Français vont devoir évacuer.
Le mariage est célébré par le cardinal Charles de Lorraine, dans la nuit du 9 au 10 juillet 1559, en l'église Saint-Paul à Paris. Il est endeuillé par la mort tragique du roi Henri II, grièvement blessé dans le tournoi qu'il avait organisé dix jours plus tôt rue saint-Antoine, en l'honneur de sa sœur Marguerite. Tous ces événements sont relatés dans les œuvres de Marc Claude de Buttet.
Le roi François II, âgé de 15 ans, et son épouse Marie Stuart, en succédant au roi défunt, trouvent les caisses vides. Leurs conseillers vont éloigner de la cour la plupart des anciens courtisans. La princesse Marguerite, devenue duchesse de Savoie, va suivre son époux, Emmanuel Philibert, à Turin. Sa demoiselle d'honneur, Jacqueline d'Entremont, s'est retirée dans ses terres. À la mort du jeune François II, survenue le 5 décembre 1560, son frère Charles IX lui succède sur le trône, à l'âge de 10 ans. Catherine de Médicis va assumer la régence du royaume. La France est bouleversée par les guerres de religion.

### Retour définitif au pays natal
Rien ne retient plus en France le gentilhomme savoisien. Il reste quelque temps à Paris pour faire publier ses œuvres, dont il remettra un exemplaire à Marie Stuart, amie des poètes de la Pléiade — elle l'emportera en Écosse : le titre de son premier livre de vers, publié en 1561 à Paris, est inscrit sur le registre de la bibliothèque du palais de Holyrood. Il va rentrer définitivement en Savoie en 1562, pour retrouver son Chambéry natal et le village de Tresserve où il réside dans sa maison de campagne, face au lac du Bourget. Il retrouvera aussi Jacqueline de Montbel d'Entremont qui s'est réfugiée en son château de Saint-André de Briord, en Bugey. Le poète amoureux traverse le lac pour la rencontrer dans «  Un renommé château, petit, mais fort et tout embracé d'eau » car « Chez elle, Amour, mon batelier me pousse ». Elle se convertira au protestantisme et, devenue veuve de l'amiral Gaspard de Coligny, sera persécutée pour ses opinions religieuses. De son côté, la duchesse Marguerite de Savoie conserve toute son amitié pour le poète qu'elle appelle « mon féal et chéry seigneur de Buttet ». À la mort de sa protectrice, survenue le 14 septembre 1574, il demeure inconsolable. Il publie un poème de vingt quatre sonnets pour célébrer celle qui « était aimée de tous et de nul blâmée. Elle était adorée de tous ses sujets ». Désormais, il restera totalement étranger à la France où il sera complètement inconnu. Les Savoisiens ne l'ont pas adopté pour autant, n'ayant pas accordé à ses œuvres une saveur spécifiquement régionale, à l'exception toutefois des admirateurs de Tresserve, du lac du Bourget et du Nivolet.
Marc Claude de Buttet meurt le 4 août 1586, lors d'un déplacement à Genève, en présence de son vieil ami, Théodore de Bèze, qui jusqu'au dernier moment, tenta de le convertir à la Religion Réformée. Mais il refusa toujours d'abjurer la religion catholique, en demandant à ses neveux de le faire inhumer dans le tombeau de ses ancêtres, Claude et Mermet de Buttet, à Sainte-Marie-Égyptiaque de Chambéry.

### Notoriété de Marc-Claude de Buttet
Marc-Claude de Buttet est le créateur du néologisme « Savoisien », au temps de la Renaissance. Poète à la cour de France des rois François Ier et Henri II, natif de Chambéry, il reste relativement inconnu de la Savoie, à l'instar de son compatriote, Eustache Chappuis, conseiller de Charles III de Savoie et ambassadeur de Charles Quint à la cour d'Angleterre du roi Henri VIII.
L'Académie de Savoie a célébré en 1986 le quatrième centenaire de la mort de Marc-Claude de Buttet, sous la présidence de Louis Terreaux. Deux académiciens, Henri Arminjon et Andrée Mansau ont prononcé des discours bien documentés, en présence des membres de la famille de Buttet invités à cette célébration.
La commune de Chambéry a donné son nom à une rue de la ville et a fait apposer une plaque sur sa maison natale. Deux autres communes de Savoie ont également donné le nom de cet auteur savoyard à une de leurs rues : La Motte-Servolex et La Ravoire.

## Publications
En 1560, Marc-Claude de Buttet publie à Paris un recueil de poésie, qui contient deux livres d’odes (25 pour le Premier livre des vers qui contient notamment l'Ode pour la paix et 31 dans le Second livre des vers) et qui sera réédité augmenté en 1575, L'Amalthée, œuvre en 128 sonnets, et l’Epithalame.
L'Amalthée, son œuvre la plus connue, est un poème d'amour qui se rapproche du canzionere de Pierre Ronsard, avec une dimension chrétienne.
Marc-Claude de Buttet fut un écrivain humaniste, dans la continuité de la Pléiade et de Pétrarque, ami de Guillaume des Autels. « Les sonnets sont en décasyllabes, une fois sur huit en vers de douze. Les Vers adoptent les formes lyriques strophiques des poètes de la Pléiade. Buttet s’est fait un honneur de rimer quelques pièces en vers saphiques, c’est-à-dire mesurés à l’ancienne avec des longues et des brèves. Il y maintient la rime constamment féminine. Le résultat est discutable » commente l'historien savoyard Louis Terreaux. Buttet introduit des mots nouveaux tirés du grec et du latin, « sur lesquels il se justifie fort mal ».
Il fut aussi poète glorificateur de la famille ducale de Savoie ; un sonnet est écrit en l’honneur du baptême de Charles-Emmanuel né en 1562, d’autres pour la victoire des Savoyards contre les Français à Saint-Quentin, une « juste guerre » d’Emmanuel-Philibert pour sa « douce terre laissée » et défendant son « bon droit » et la « justice » contre la France qui « superbe » (orgueilleuse) « triomphait » de la Savoie.

## Citations
Ode à Emmanuel-Philibert de Pingon
Or que l'hyver s'approche
Pingon, Pingon, vois-tu
La Nivolette roche
Haussant son chef pointu
Toute de neige blanche :
Et les arbres pressés
De glaçons sur la branche
Se courbant tous lassés?
M.C de Buttet
Sur son retour des champs
Déjà l'hyver qui tout tremblant frissonne,
des monts tous blancs, droit nous darde ça bas
une froideur tant âpre qu'elle étonne
Mes champs aimés, mes soulas, mes ébats.
Les doux ruisseaux clair-courant aux campagnes,
Par l'Acquilon arrêtés et transis,
Font et refont, au froid pied des montagnes
Un roc scabreux de glaçond endurcis...
Mais à ce coup mon Chambéry m'appelle
O Paradis de ma félicité,
Que n'est déjà cette plume immortelle,
pour tracer vif ton honneur mérité!
Si je vais là, tous mes plus favorables
En m'embrassant viendront me caresser,
Me faisant voir leur labeurs mémorables
Que les longs jours ne pourront renverser.
De Baptendier la joyeuseté brave
Ses mots fleuris soudain déforgera,
Et mon Lambert, Pallas ton doux esclave,
De Cicéron les trésors versera.
Ramasse y est, et Pingon à la trace
Des anciens, ses vers feront bondir
Qui sont venus fraichement du Parnasse,
Où Appolon les lui a fait ourdir...
M.C de Buttet.
Apologie pour la Savoie contre les injures
et calomnies de Barthélémy Anneau (extraits)
Si l'injure particulièrement reçue de l'ennemi nous émeut à juste résistance, pour la protection de notre salut, à plus forte raison nous devons nous employer à la défense de la patrie: à laquelle à bon droit de notre naissance nous sommes tous saintement tenus et obligés, comme à notre vraie mère et nourrice...Ému donc du devoir naturel que j'ai à mon pays, je n'ai pu endurer plus longuement que pour sa défense je n'eusse répondu contre les calomnies de ses iniques détracteurs...
Qui t'a mis en tête d'appeler la Savoie barbare...Nous avons aussi de belles longues et spacieuses campagnes, de longs et braves terroirs, de beaux prés verdoyants, bref des lieux si bien à propos que toutes sortes de biens y foisonnent. Nous avons fertilité de tous blés, nous avons abondance des meilleurs et plus excellents vins, de tous genres de fruits, en somme de tout ce qui est nécessaire pour le support de la vie humaine. Je laisse à parler de la salubrité de l'air, de la bonté du terroir, des braves fleuves, rivières, lacs, paluds, auxquels toute manière de poissons d'eau douce y est affluante, même plusieurs que le Ciel n'a départi qu'à nous. Je laisse à parler des salines, bains allumineux, en soufres, eaux chaudes...Je laisse à parler de plusieurs bêtes merveilleuses et oiseaux étrangers à tous et à nous seulement connus. Je ne ferai mention des presqu'innombrables forêts et bois...Que dirai-je de plus? Tant nous ont favorisés les Cieux qu'à bon droit on la peut appeler la plaisance et fructifieuse SAVOIE...
...Si nous avons les montagnes, aussi en avons le fruit: là est toute manière de bétail en si grand nombre que le bien en vient aux étrangers; et ne doit rien en fertilité aux monts siciliens. Si nous avons les rochers, aussi avons nous le marbre blanc et noir, le jaspe, porphyre, albatre, cristal, les mines d'alun, salpètre,soufre, marquisette; voire les mines d'or, de l'argent, cuivre, lotton, fer, étain,et d'autre métaux...Les cieux nous ont été si favorables qu'il semble que la nature même se soit délectée de faire telle sa SAVOIE...
...Quant à nos mœurs, la civilité a été toujours à nous propre autant qu’aux autres nations : la magnanimité, le courage, la prudence, le savoir, bref toutes les vertus qui s’emploient à la perfection d’un pays.
M.C.de Buttet.
Livre de Raison de Jehan Piochet de Salins (1532-1624), cousin du poète
Marc Claude de Buttet eust cest honeur d'estre cogneu et aimé de la perle de France, Marguerite, sœur du roi Henri second, depuis duchesse de Savoye.
Madrigal adressé par Pierre de Ronsard à Marc-Claude de Buttet
...Puis que l'amour à la mort me convoye,
De sur ma tombe (après que la douleur
M'aura tué) engrave mon malheur
De ces sept vers qu'adeullez je t'envoie:
CELUY QUI GIST SOUS CETTE TOMBE ICY
AIMA PREMIERE UNE BELLE CASSANDRE,
AIMA SECONDE UNE MARIE AUSSY,
TANT EN AMOVR IL FUT FACILE A PRENDRE:
DE LA PREMIERE IL EUT LE COEUR TRANSY,
DE LA SECONDE IL EUT LE COEUR EN CENDRE,
ET SI DES DEUX IL N'EUT ONCQUES MERCY.
Deuxième Livre de Œuvres de Ronsard, chez Gabriel Buon, Paris, 1560.
Mise en musique par Antoine de Bertrand (Citation)
Me trouvant naguères en cette plaisante et tant renommée ville d'Avignon, en la maison d'un gentilhomme mien ami, en ce tens là que la plus grande chaleur de l'esté contreint les personnes à rechercher leur aise, estant avec quelques-uns de mes plus familiers, ensemble une trouppe de belles et honnorables damoiselles, comme tous discouroient les uns avec les autres, en prenant le frais sous les trailles, quelqu'un de nous délibéra qu'il soit bon aussi que nous eussions le plaisir de la musique. Et tantost qu'une diversité d'instrumens fut apportée, un jeune chantre prit la harpe, aucunes des damoiselles le luth, les autres les cistres, autre le livre, et accordèrent si bien la douceur de leur voix, qu'encores que je fusse en devis à part avec une aux vertus de laquelle je me suis voué serviteur, je fus contreint, les oïant si bien dire, de rompre le plaisir que je prenoi, pour me joindre à leur trouppe et leur tenir compagnie. Et ne fut seul émeu à leurs accors, car elles mesmes ne s'en pouvoient saouler, réitérant le chant par quatre ou cinq fois tant l'harmonie leur estoit agréable. Or, si la musique fut touvée bonne, moi qui sur le livre notai les parolles, trouvei la lettre encore meilleure; et demandei si c'estaient des vers de Ronsard ou de Dubellai; à quoi une me répond: Vous estes comme ceux qui mangent des fruits estrangers et ne reconnoissent ceux qui leur sont familiers encores qu'ils soient bons; ce sont des vers de l'Amalthée. Comme je répliquoi le contraire, elle fit apporter le livre et me dit: tenés et voiés si je di vray, mais rendés le moi, je ne le veux perdre. Je me saisis du livre, mais sans le rendre.
Louis de Richevaux. Préface des Œuvres poétiques de Marc-Claude de Buttet, savoisien, à Paris, chez Hierosme, au Mont Saint-Hilaire au pélican,1588.

## Œuvres
- Apologie de Marc Claude de Buttet pour la Savoie, contre les injures de Bartholomé Aneau. Œuvre en prose publiée à Lyon chez Angelin Benoist.1554.
- Ode à la Paix, par Marc Claude de Buttet. Œuvre en vers publiée à Paris, chez Gabriel Buon. Avec Privilège. 1559.
- Épithalame ou nosses de très illustre et Magnanime Prince Emmanuel Philibert de Savoye et de très vertueuses Princesse Marguerite de France, Duchesse de Berry, sœur unique du Roy, par Marc Claude de Buttet, savoisien. Œuvre en vers publiée à Paris, de l'imprimerie de Robert Estienne.Avec Privilège.1559.
- Ode Funèbre sur le Trépas du Roi, où sont entreparleurs la France et le Poète, par Marc Claude de Buttet, savoisien. Œuvre en vers publiée à Paris chez Gabriel Buon. Avec Privilège. 1559.
- La Victoire de très Haut et Magnanime Prince Emmanuel Philibert de Savoie. Œuvre en vers publiée à Anvers, Chez Pierre Mathieu. 1561.
- Le Premier Livre des vers de Marc Claude de Buttet, savoisien, dédié à très Illustre Princesse Marguerite de France, duchesse de Savoie et de Berri. auquel a esté ajouté le second ensemble L'Amalthée.À Paris, de l'imprimerie de Michel Fezandat. Avec privilège du Roy. 1560 et 1561.
- Chant de Liesse sur la convalescence de Très Illustre Emmanuel Philibert, Duc de Savoie. Œuvre en vers publiée à Chambéry, de l'imprimerie F.Pomar. 1563.
- Sur la Venue de Très illustre Princesse Anne d'Este, Duchesse de Nemours et Genevois, en sa Ville d'Annessi. Œuvre en vers publiée à Chambéry, de l'imprimerie F.Pomar. 1566.
- L'Amalthée de Marc Claude de Buttet, Gentilhomme Savoisien, Nouvellement par lui revue, mise en son ordre et, de la meilleure part, augmentée. Œuvre en vers publiée à Lyon, par Benoist Rigaud. Avec Permission. 1575.
- Le Tombeau de Très Illustre, très Vertueuse et non jamais assez Louée, Princesse Marguerite de France, Duchesse de Savoie et de Berri. Inscript Le Tombeau de Minerve., par Marc Claude de Buttet, gentilhomme savoisien. Œuvre en vers publiée à Annecy par Jacques Bertrand. 1575.
- Les Œuvres Poétiques de Marc Claude de Buttet,savoisien.À Paris, chez Hiérome, de Marnef et la veuve Guillaume Cavellat, au mont Saint-Hilaire au Pellican. 1588.